# Serpents tournants
Pour les articles homonymes, voir Kitaoka.

Serpents tournants : malgré les apparences, cette image est fixe.

Les serpents tournants sont un type d’illusion d’optique conçue par le japonais Akiyoshi Kitaoka (en). 
Professeur au département de psychologie de l’université Ritsumeikan de Kyoto au Japon, Akiyoshi Kitaoka a réalisé en 2003 la première image des serpents tournants désignée sous le nom anglais de rotating snakes. Akiyoshi Kitaoka a développé les concepts de base de Fraser, A. et Wilcox, K. J. (travaux de 1979), de Faubert, J. et Herbert, A. M. (1999) ainsi que de Naor-Raz, G. et Sekuler, R. (2000)
Les serpents tournants sont une image fixe constituée d’une dizaine de ronds représentant symboliquement des serpents enroulés sur eux-mêmes. Lorsque nous parcourons des yeux les ronds, et malgré le fait que l’image soit fixe, les ronds se mettent à tourner sur eux-mêmes. Les cellules photoréceptrices s'épuisent face à la complexité de l'image, et cela créé l'illusion d'un mouvement.
Akiyoshi Kitaoka a réalisé plusieurs variantes de l’illusion, déclinant les serpents sous diverses formes et couleurs. D’autres personnes ont également repris les concepts de base de Fraser et Wilcox pour créer à leur tour une illusion de type serpents tournants. Parmi ces personnes, nous pouvons citer des artistes graphistes comme Jens Carsten Rosemann ou le Belge Olivier Surin.